# Godlewo-Łuby
Godlewo-Łuby – wieś sołecka w Polsce położona w województwie mazowieckim, w powiecie ostrowskim, w gminie Boguty-Pianki.
W latach 1975–1998 miejscowość administracyjnie należała do województwa łomżyńskiego.
Wierni Kościoła rzymskokatolickiego należą do parafii Wszystkich Świętych w Bogutach-Piankach.

## Historia
Wieś założona prawdopodobnie przez potomków rodu herbu Gozdawa.
W I Rzeczypospolitej należała do ziemi nurskiej. Tworzyła tzw. okolicę szlachecką Godlewo.
Pod koniec wieku XIX miejscowość drobnoszlachecka w powiecie ostrowskim, gmina Szulborze-Koty.